# 微药碱茅
微药碱茅（学名：Puccinellia micrandra）为禾本科碱茅属下的一个种。